# Evangelische Kirche (Neidenstein)

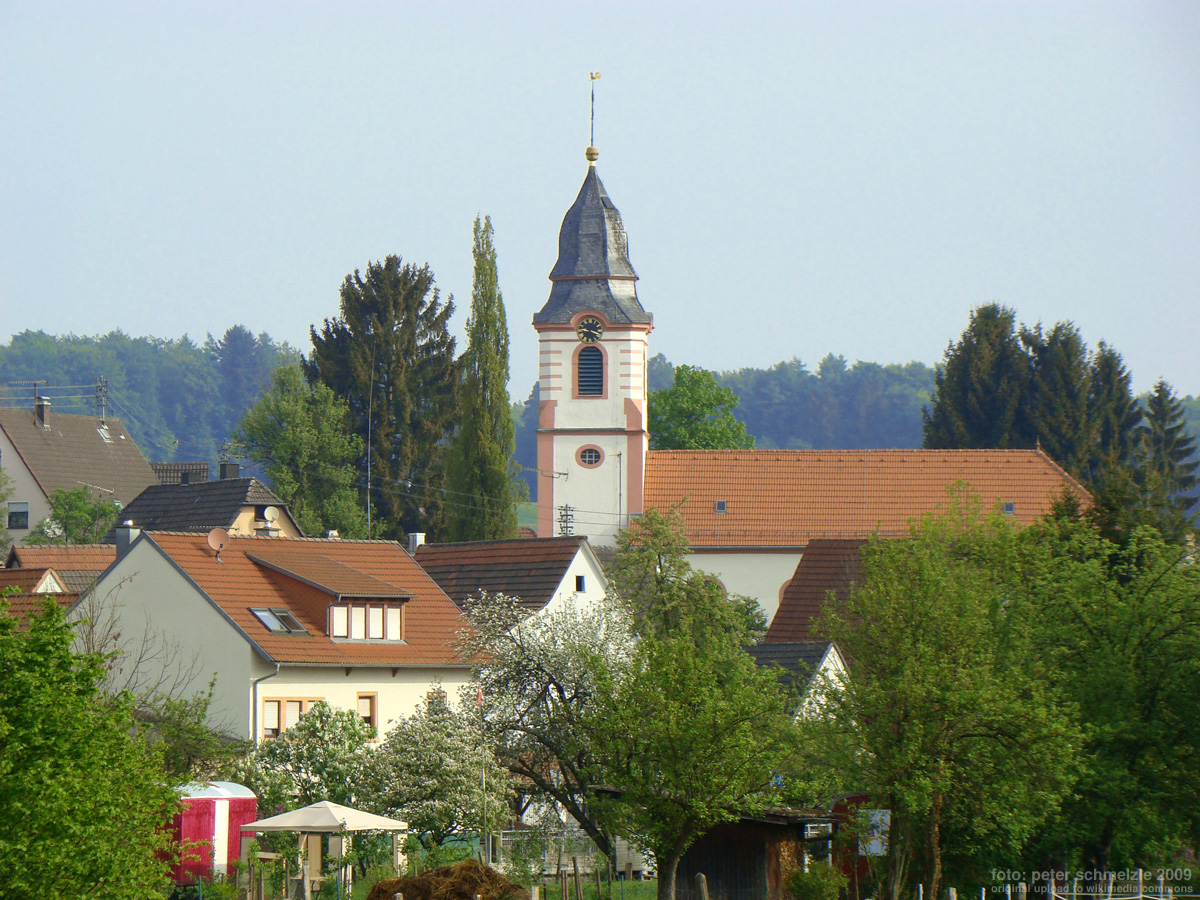
Evangelische Kirche in Neidenstein

Die Evangelische Kirche in Neidenstein im Rhein-Neckar-Kreis in Baden-Württemberg ist ein Bauwerk, das seine heutige Gestalt im Wesentlichen in der Zeit des Barock erhielt. In der Kirche sind zahlreiche Grabdenkmäler der Herren von Venningen erhalten. Wie auch die Evangelische Kirche Eschelbronn gehört sie der Evangelischen Kirchengemeinde Eschelbronn-Neidenstein an.

## Geschichte
Obwohl die barocke evangelische Kirche in ihrer heutigen Form um 1700 entstand und der Turm erst 1770 durch Franz-Joseph Remlinger fertiggestellt wurde, ist sie im Kern vermutlich schon so alt wie die Burg Neidenstein, denn Stiftungen zu Gunsten der Neidensteiner Kirche sind bereits aus dem 14. Jahrhundert überliefert. Eine Besonderheit der Kirche ist die Aufstellung des Altars an der südlichen Längswand des Langhauses. Diese Raumaufteilung ergab sich nach einer Erweiterung des Langhauses nach Osten, der der frühere Altarbereich zum Opfer fiel. Die Kirche wurde 1976 saniert.

## Ausstattung
Im Inneren der Kirche haben sich zahlreichen Grabplatten und Grabdenkmäler des 15. bis 18. Jahrhunderts erhalten. Die beiden größten Grabdenkmäler sind  das mit einem Alabasterrelief gezierte Epitaph des Ottheinrich von Venningen († 1611) sowie das große Barockepitaph des kaiserlichen Generalwachtmeisters Eberhard Friedrich von Venningen († 1710). Außerdem befinden sich in der Kirche Grabsteine von Conrad von Venningen († 1415), Eucharius von Venningen (?) († 1505), Hans von Venningen († 1432), Carl von Venningen († 1718) sowie mehrere nicht mehr identifizierbare Steine, auch für Gattinnen und Kinder der Herren von Venningen.
Die im Jahr 1914 im Speicher der Kirche aufgefundene Neidensteiner Madonna ist eine Holzarbeit aus der Werkstatt von Peter Parler und befindet sich heute im Landesmuseum in Karlsruhe. Die Figur stammt aus der um 1878 abgerissenen alten Friedhofskapelle des Ortes aus dem 15. Jahrhundert.

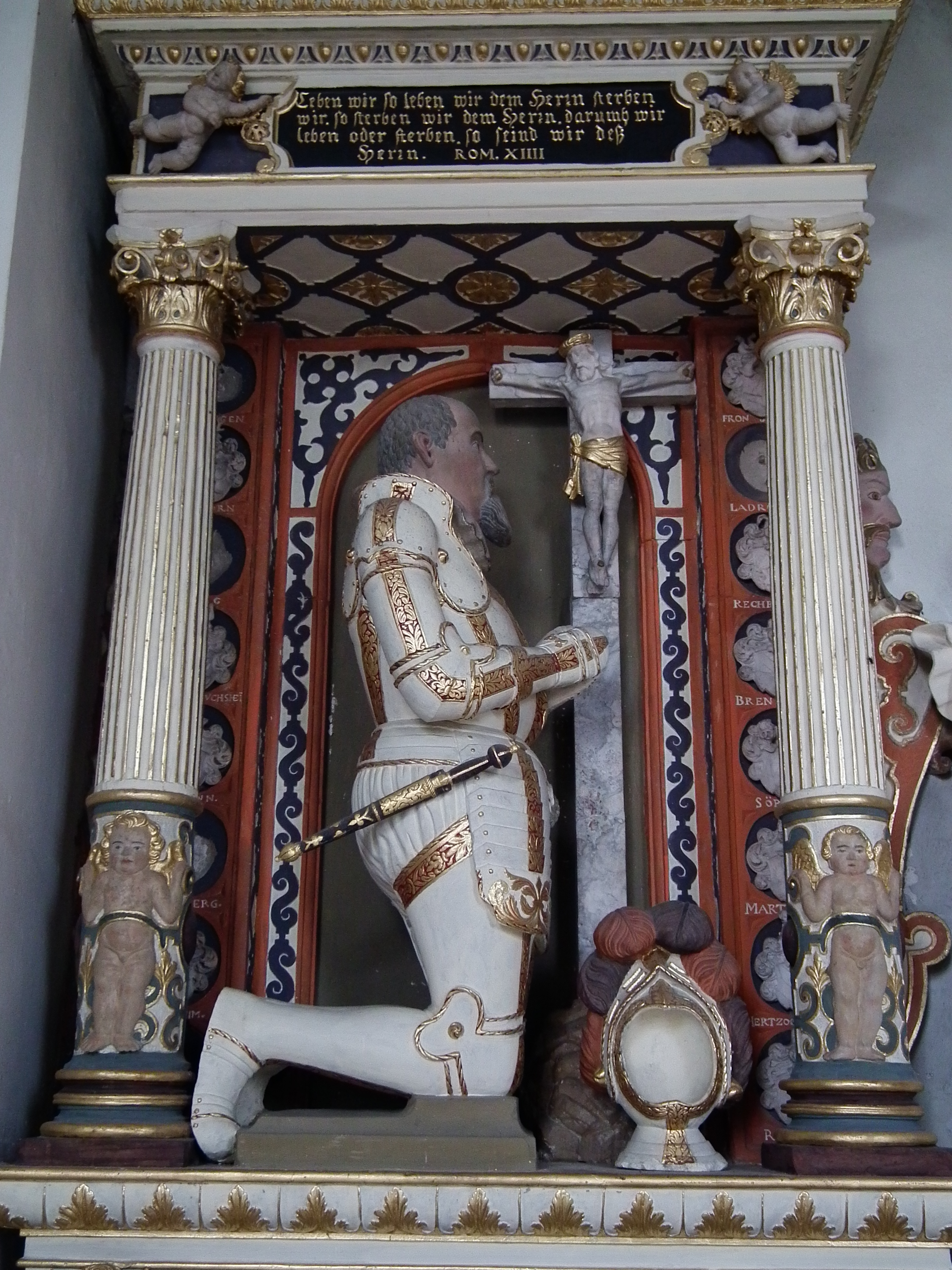
Epitaph Ottheinrich von Venningen († 1611)
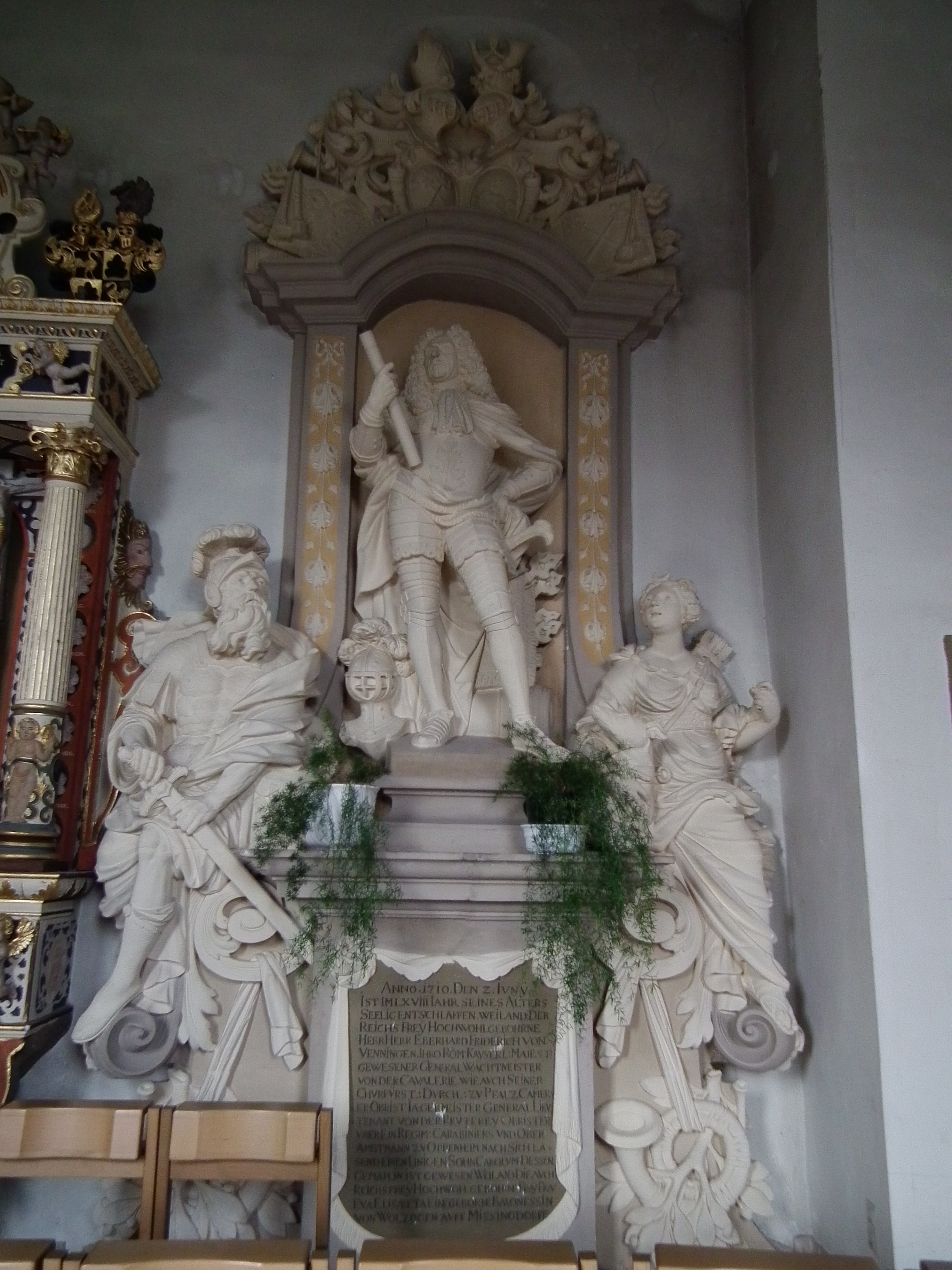
Epitaph Eberhard Friedrich von Venningen († 1710)
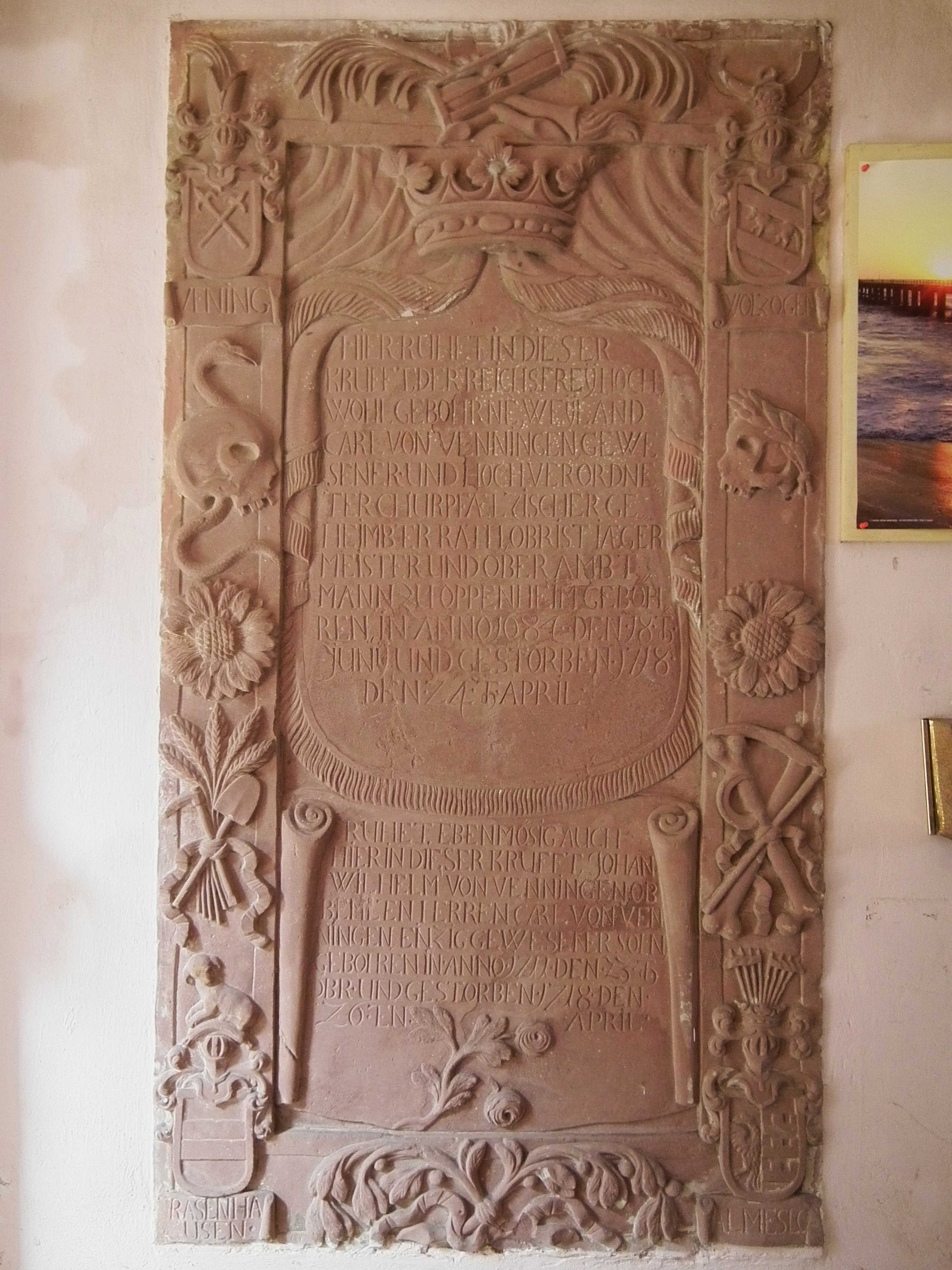
Grabplatte Carl von Venningen († 1718)

## Orgel

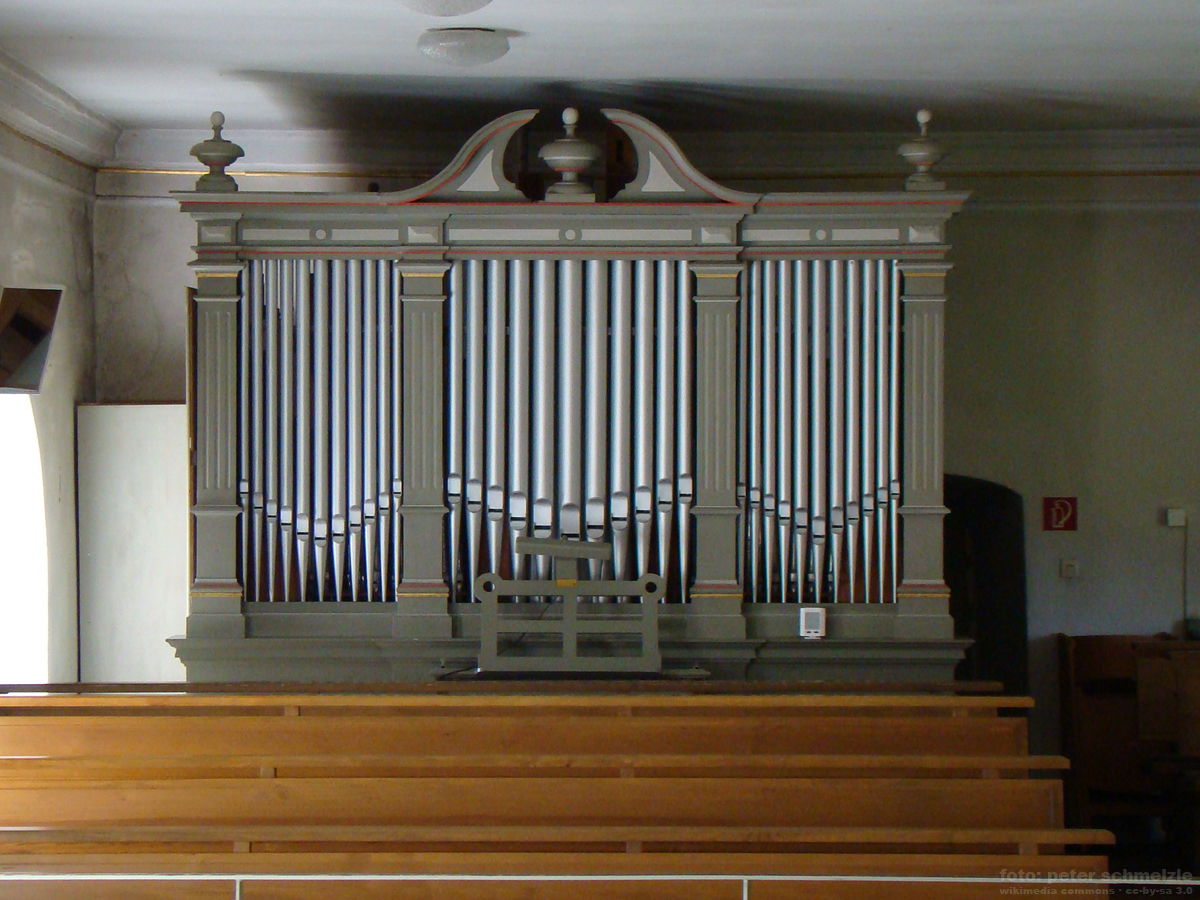
Die 1905 erbaute Steinmeyer-Orgel

Die Orgel mit zehn Registern auf zwei Manualen und Pedal wurde 1905 von der renommierten Orgelbaufirma G. F. Steinmeyer & Co. erbaut und im Laufe der Zeit mehrfach umgebaut; unter anderem wurde sie 1961 durch den Grötzinger Orgelbauer Wilhelm Wagner erweitert. Im Jahr 2004 fand eine umfassende Restaurierung des Instrumentes durch die Firma Joachim Popp Orgelbau statt, bei der es technisch und in seiner Disposition wieder in den Ursprungszustand versetzt wurde.